# صواوين (قرية)
قرية صواوين، هي قرية فلسطينية عربية غير معترف بها، تقع في النقب على بعد 10 كيلومتر جنوب شرقي بئر السبع، جنوب شارع 25. يبلغ عدد سكان القرية 1200 نسمة تقريبا. اليوم القرية واقعة على الأرض ذاتها من فترة ما قبل قيام الدولة، وسكانها يعيشون على أراضيهم حيث أنهم يطالبون بملكيتها. تعود التسمية نسبة لصخور الصوان المتواجدة بالمكان. تتواجد  في القرية آبار قديمة إضافة إلى المقبرة القائمة على أراضي القرية.

## الخدمات والبنية التحتية
لا توجد في القرية أي خدمات صحية أو تعليمية، طلاب القرية يتعلمون بالبلدة القريبة للقرية التي تقع على بعد 7 كيلومتر وهي بلدة شقيب السلام، اضافة الى بلدات اخرى كقرية ابو تلول ووادي النعم للحصول على علاج طبي يتوجه اغلبية سكان قرية صواوين للعيادة ببلدة شقيب السلام الامر الذي يتطلب سفر لمدة نصف ساعة نظرا لصعوبة الطريق وانعدام الشوارع المعبدة.
تتواجد بالقرية ثلاث نقاط وصل لأنبوب المياه المركزي الذي يقع بالقرب من شارع 25، لذلك يضطر سكان القرية للاستعانة بصهاريج الماء لتخزينها وفقط من يسكن بالقرب من الشارع يتمكن من الحصول على الماء وتوصيلها لبيته على حسابه. القرية غير موصولة لشبكة الكهرباء في الدولة ولذلك يستعين سكان القرية بالألواح الشمسية والمولدات من اجل توليد الكهرباء.

## التهديدات
قرية صواوين هي قرية غير معترف بها حكومياً. بحسب خطة “مدينة بئر السبع” يتواجد قسم كبير من أراضي القرية بالمنطقة المعدّة “للمنظر القروي الزراعي”، الأمر الذي يمكنهم من الأعتراف بالقرية. بالرغم من ذلك، قد يتم تدمير بيوت عديدة في القرية نتيجة لعبور شارع 6 في جزئه الجنوبي في القرية. صواوين قرية معرضة لهدم بيوت كثيرة،  كما وزّعت أوامر هدم على عدد كبير من بيوت القرية. يطالب سكان القرية بالاعتراف بقريتهم على الأرض الموجودة عليها اليوم، كقرية زراعية مستقلة